# Hermes (Marvel Comics)
Hermes es un personaje ficticio que aparece en los cómics estadounidenses publicados por Marvel Comics. Hermes es el dios olímpico de las transiciones y los límites de la religión y la mitología griega. Hermes apareció por primera vez en Thor # 129 y fue adaptado por Stan Lee y Jack Kirby.

## Biografía del personaje ficticio
Hermes es el heraldo de Zeus en el panteón olímpico, y también es el dios del comercio, los viajes y los ladrones. Zeus es el padre de Hermes. Hermes nació en el Monte Cyllene, Arcadia, en la antigua Grecia.
Cuando Hermes apareció por primera vez, fue visto saliendo del Olimpo en una misión desconocida. Junto a sus compañeros olímpicos, atacó a los Eternos a instancias de Zeus y Odín. Durante esta lucha, Hermes luchó contra Makkari. El papel de Hermes como el mensajero de las diosas involucradas en la creación de los Dioses Jóvenes se reveló más tarde. También estuvo presente cuando Zeus le otorgó el poder a Thor para ayudar a resucitar a los dioses asgardianos. A continuación, Hermes nombró a Jules Keene el dios de la suerte.
Cuando Hércules resultó gravemente herido en la lucha contra los Maestros del Mal, Hermes secuestró a Hércules herido del hospital de Nueva York en el que fue admitido. Zeus culpó a los Vengadores por la condición de Hércules y ordenó a los dioses olímpicos que atacaran a los Vengadores. Hermes luchó contra los Vengadores a instancias de Zeus, pero luego fue prohibido poner un pie en la Tierra por Zeus. Algún tiempo después, Hermes le trajo a Cupido un mensaje de Venus. Más tarde, Hermes trajo un mensaje a Ares para intentar convencerlo de que volviera al Olimpo durante el ataque del dios japonés del mal Amatsu-Mikaboshi. 
Siguiendo la historia de Fear Itself, Hermes aparece con Zeus (quien está en la forma de Tormenta en su último apareamiento con mujeres mortales) diciéndole que Hércules había irrumpido en la estacada de armas de Ares y había tomado algunas de las armas allí.

## Poderes y habilidades
Hermes posee los poderes típicos de un olímpico; Fuerza sobrehumana, durabilidad, resistencia, agilidad y reflejos. Es inmortal y resistente a todas las enfermedades terrestres. Hermes puede correr y volar a velocidades superiores a las de cualquier otro dios o diosa olímpica.
Hermes es un extraordinario combatiente mano a mano, especialmente en la lucha libre. También es un experto ladrón, un músico hábil y es un experto en cualquier actividad que requiera rapidez y destreza.
Hermes suele estar armado con una espada corta, forjada por Hefesto. Su hermanastro, Apolo, también creó un caduceo para él, un dispositivo mágico capaz de controlar seres menores, dirigir fantasmas y convertir objetos en oro.

## Otras versiones
En un futuro alternativo, representado en Hércules vol. 2 # 1-4, Hermes y los otros dioses olímpicos abandonan el Olimpo en el siglo 23, dejando a Hércules allí para engendrar una nueva raza de dioses.